# Índice de facilidade para fazer negócios
O índice de facilidade para fazer negócios (em ingles: ease of doing business index ) foi um índice criado 2004 pelo Grupo do Banco Mundial, que deixou de ser publicado a partir de 2021 depois que um escândalo que teve manipulação de dados para melhorar ou piorar as posições de determinados países.
A classificação dos mais altos índices procuravam e indicam o melhor, geralmente o de menor regulação para as empresas, e o de maior proteção aos direitos de propriedade. A investigação financiada pelo Banco Mundial tinha como objetivo, mostrar que o efeito das melhoras dessas regras no crescimento económico é forte.
O projecto Doing Business (Fazer Negócios) começou em 2004 e almejava ir para além Concentraram-se em pequenas e médias empresas nacionais e analisava as regulações que influem nos seus ciclos de existência. Doing Business ê o modelo de custo regular desenvolvido, foi aplicado inicialmente pelos Países Baixos. entre 2004 e 2020 foram as únicas ferramentas padronizadas que analisavam um amplo repertório de jurisdições para quantificar o impacto da legislação dos governos na actividade das empresas.